# Бржезицкая, Аста Давыдовна
Аста (Августа) Давыдовна Бржезицкая (5 июля 1912, Москва — 7 января 2004) — советский скульптор, мастер фарфоровой скульптуры.
Создала более пятисот работ из различных керамических материалов. В их числе, оригинальные жанровые композиции и скульптурные портреты. Она также создавала скульптуру для широких слоев населения, которую тиражировали на Дулёвском фарфоровом заводе.

## Биография
Детство провела в Пензе у родителей отца. С 1921 года семья жила в Москве.
Училась в Опытной школе им. Фритьофа Нансена в Староконюшенном переулке.
С 1935 года училась в МХПУ им. М. И. Калинина (вольнослушателем, класс скульптора-керамиста Б. Н. Ланге), с 1937 — на факультете монументальной скульптуры МГХИ им. В. И. Сурикова, который окончила в 1944 году (класс скульптуры профессора А. Т. Матвеева; в годы войны находилась в эвакуации в Красноярске); дипломная работа — скульптурный портрет адмирала Ф. Ф. Ушакова (выполнен на Дулёвском заводе). С 1938 года в период практики на Дулёвском заводе училась живописи на фарфоре у Ф. Ф. Маслова.
С 1945 года более 50 лет работала скульптором на Дулёвском фарфоровом заводе. В 1950 году участвовала в оформлении станции «Таганская» Московского метрополитена (рельефы, майолика).
Член Красноярского отделения Союза советских художников (с 1940-х).

### Годы работы на Дулевском фарфоровом заводе: 05.03.1946 - 30.11.1987 гг.
Аста Давыдовна Бржезицкая родилась в семье художницы. Систематически скульптурой стала заниматься с 12 лет в мастерской отчима скульптора И.А. Менделевича.
В 1930 г. поступила слушателем в Московский художественно-промышленный техникум им. М.И. Калинина, где занималась у Б.Н. Ланге.
В 1937 г. стала студенткой Художественного института им. В.И. Сурикова. В 1945 г. распределилась на Дулевский фарфоровый завод, где ранее проходила практику, и посвятила себя созданию скульптур на исторические, литературные и жанровые темы. Скульптор тонко чувствовала природу фарфорового материала, большинство её работ проходили на художественном совете с оценкой «отлично».
Аста Давыдовна проработала на заводе 41 год, создав для массового тиражирования и уникальных выставочных проектов более 250 моделей. Она - автор более пятисот работ, в том числе серии, посвященной заводу — «У нас в Дулеве», и цикла работ «Советские социалистические республики» («Шестнадцать республик»).
Её раннее творчество богато этнографической росписью. Однако со временем Бржезицкая стала оставлять скульптуру белой с легким золотистым декором и одним-двумя пятнами, чтобы усилить живую пластику натуры и не выхолащивать её стилизацией.
Работы талантливого скульптора находятся в Государственной Третьяковской галерее, Государственном Русском музее (Санкт-Петербург), Музее керамики «Кусково», Всероссийском музее декоративно-прикладного и народного искусства (Москва), московских театрах, художественных и литературных музеях России и Латвии, а также в частных коллекциях России и США.

### Награды
В 1958 году отмечена Бронзовой медалью Международной выставки в Брюсселе за цикл работ «Советские социалистические республики».

### Биографическая справка
1912, 5 июля — родилась в городе Москве. Мать — Евгения Зискинд, художница-прикладница; отец — Давид Гольдштейн, урождённая — Августа Давидовна Гольдштейн.
До 1917 года — жила в Пензе в семье деда по отцовской линии — Моисея (Мовши) Ароновича Гольдштейна, совладельца «типо-литографии А. И. Рапопорт и М. А. Гольдштейн».
1918—1920 гг. — в Алупке, пансион Овчинникова, на даче И. Д. Сытина.
1921 — возвращение в Москву.
1922 — развод родителей. Мать выходит замуж за скульптора портретиста Исаака Абрамовича Менделевича (1887—1952).
1935 — поступает вольнослушателем в МХПТ им. М. И. Калинина, класс Б. Н. Ланге (1888—1969).
1937 — поступает в МГХИ (с 1948 г. — им. В. И. Сурикова).
1938 —студенческая практика на Дулёвском фарфоровом заводе.
1942 — приняли в Красноярское отделение Союза художников СССР, г. Красноярск. Первая выставка работ.
1944 — окончила МГХИ, отделение скульптуры, класс А. Т. Матвеева. По заказу Наркома ВМФ Н. Г. Кузнецова выполняет на Дулёвском фарфоровом заводе дипломную работу — скульптурный портрет адмирала Ф. Ф. Ушакова; «Петр l» (фигура).
1945 — начинает работать штатным скульптором Дулёвского фарфорового завода.
1946 — вступила в МССХ, «вид творчества — скульптор»; «Золушка».
1947 — проект памятника Юрию Долгорукому, создан в рамках празднования юбилея «800 лет основания Москвы». Первая московская выставка, в которой участвовала А. Д. Бржезицкая; «Цыганка».
1948 — направлена МССХ в творческую командировку в Сталиногорск для подготовки работ к Всесоюзной выставке 1949 года; «Петр l» (бюст).
1949 — окончила Университет марксизма-ленинизма МГК ВКП. Филиал при ЦДРИ СССР.
1950 — участвует в оформлении станции «Таганская», совместная работа с П. М. Кожиным, А. Г. Сотниковым над майоликовыми рельефами зала; цикл садово-парковой скульптуры «Пионерия»; «Устала»; «Международный фестиваль молодежи в Будапеште» — совместная работа с П. М. Кожиным, Н. А. Малышевой.
1951 — «Дружба во имя мира», «Корейский танец», «Хозяйка Медной горы».
1953 — «Советские социалистические республики» («Шестнадцать республик»), в серию вошли работы, созданные А. Д. Бржезицкой, Н. А. Малышевой, О. М. Богдановой, Г. Д. Чечулиной в рамках Государственного заказа по подготовке к ВСХВ; «Мальчик со скворечником».
1955 — туалетный прибор «Принцесса на горошине», диптих «Ковер-самолет», «Дети в музее», «Ромео и Джульетта»; «Казашка с книгой».
1957 — серия «Любимый герой» («Три мушкетера», «Гулливер у лилипутов», «Гулливер», «Тартарен из Тараскона», «Руслан и Черномор», «Снежная королева»).
1958 — награждена Бронзовой медалью Международной выставки в Брюсселе; «Том Сойер и Бекки ищут выход из пещеры», «Гамлет», «В жаркий полдень».
1962 — «Милый лжец», «С новосельем».
1965 — «Зимнее купание. (Морж)», «Дама с собачкой».
1966 — «Автопортрет с собакой».
1967 — несколько работ на библейские темы и мифологические сюжеты — «Благовещение», «Бегство в Египет», «Дочь фараона с младенцем», «Леда и лебедь».
1968—1970 — сюита «Цирк» (10 скульптур), серия «Народные таланты» (3 скульптурные группы), «Музыка. Семья Ульяновых», "Сцена из «Ревизора».
1971—1972 — скульптурная сюита «Вахтанговцы» по мотивам спектакля Государственного академического театра им. Е.Вахтангова «Принцесса Турандот».
1972—1973 — серия работ, посвященных Дулёвскому фарфоровому заводу, — «У нас в Дулеве».
1974 — умер муж — график Борис Петрович Бржезицкий (1909—1974); «Барышня-крестьянка», «Пиковая дама».
1975 — «Сон Татьяны».
1977 — «Первый гончар».
1978 — «Моцарт».
1979 — сюита «Рассказы А. П. Чехова»: «Человек в футляре», «Дама с собачкой», «Каштанка», «Ионыч».
1980 — сюита «Времена года».
1981 — «Встреча любовная».
1982 — сюита «Татьяна Ларина» по мотивам романа в стихах А. С. Пушкина «Евгений Онегин»: «Первое свидание», «Письмо», «Татьяна перед зеркалом».
1984 — «Пушкин. Последние дни».
1985 — ушла с Дулёвского фарфорового завода с правом создавать на предприятии творческие работы на заказ.
1990 — «Король Лир» — последняя театральная работа.
1993 — «Шереметевы».
2004, 7 января — умерла в Москве. Похоронена на Новодевичьем кладбище.

### Семья
Отец — Давид Гольдштейн, служил в армии в период Первой мировой войны; мать — художница-прикладница Евгения Зискинд. Муж — советский художник-график Борис Петрович Бржезицкий (1909—1974).

## Творчество
Создавала фарфоровые скульптуры на темы литературных и сказочных сюжетов, театра, циркового искусства, музыки, животных. Воспроизводила в фарфоре и сцены повседневности (жанровые сцены), запечатлевшие моду и характер общения своих современников.
Создала более 500 произведений из фарфора. Работы А. Д. Бржезицкой завод выпускает до сих пор.
Работы находятся в Государственной Третьяковской галерее (Москва), Государственном Русском музее (Санкт-Петербург), Музее керамики и усадьбе «Кусково», Всероссийском музее декоративно-прикладного и народного искусства (Москва), московских театрах, в художественных и литературных музеях в России и Латвии, а также в частных коллекциях в России и США.

### Скульптура

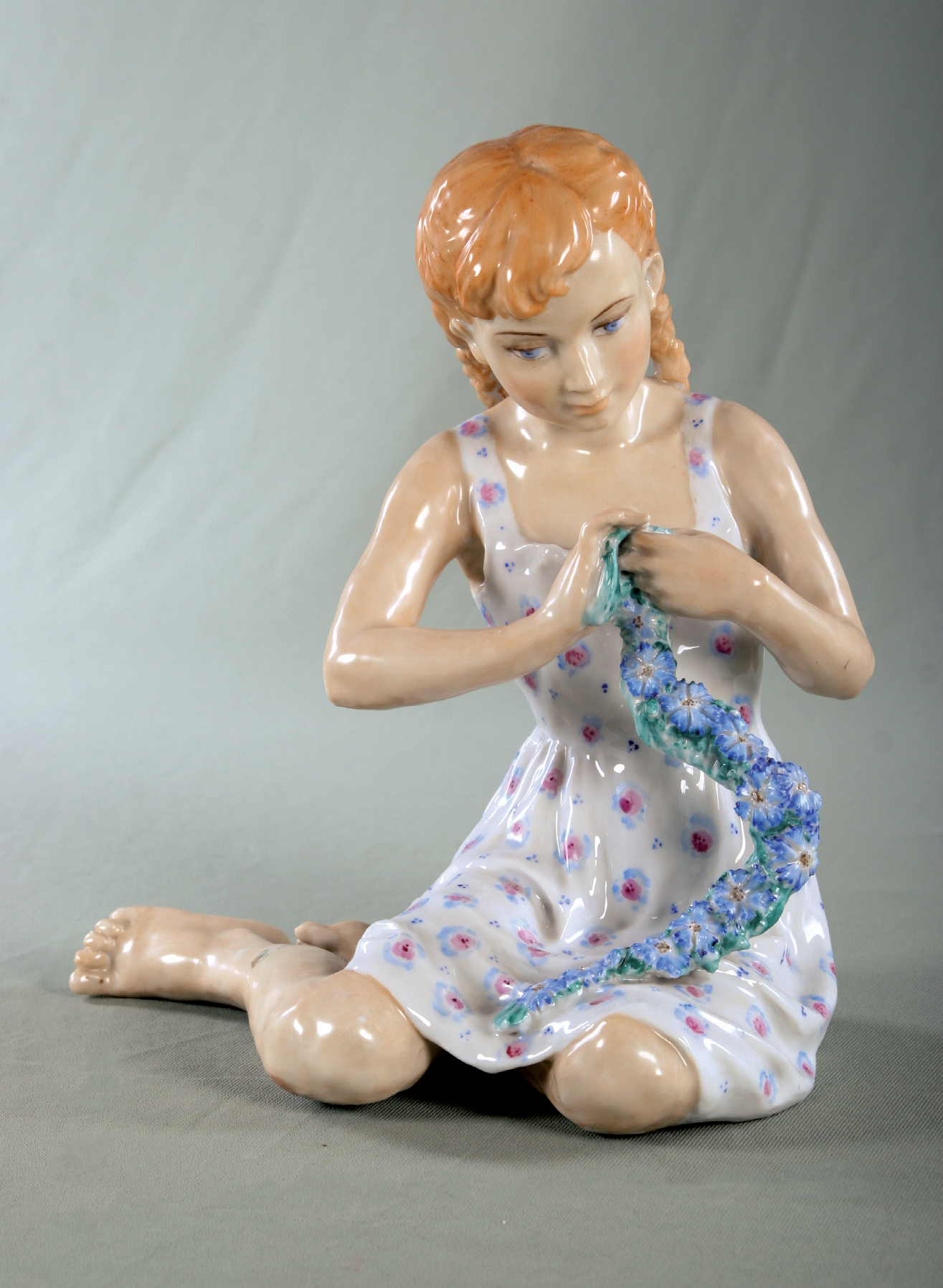
Девочка с венком 1951 г.
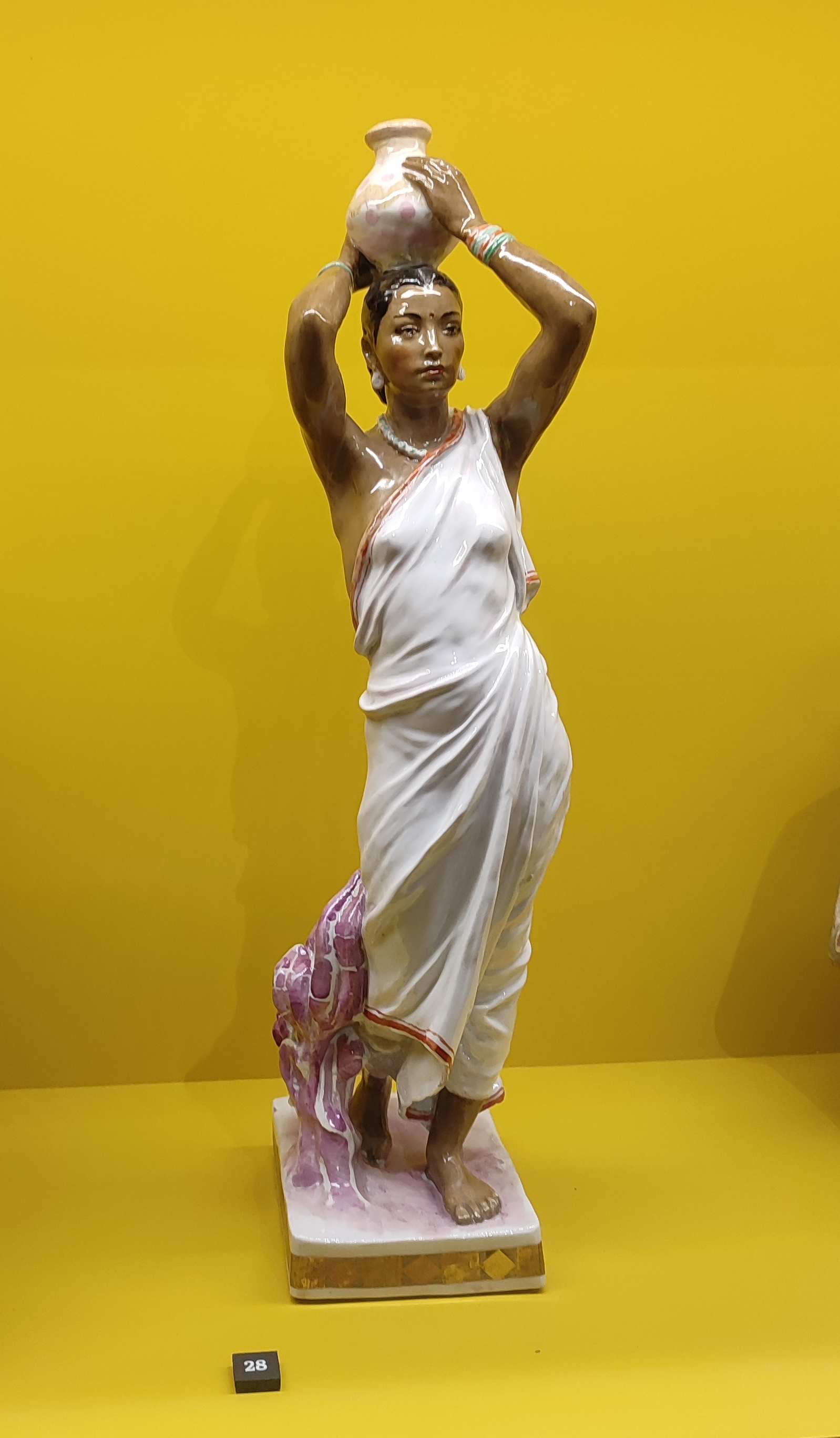
Индианка с кувшином 1954 г.

### Выставки
С 1946 года участвовала более чем в 100 выставках в СССР и России, а также в Австрии, Бельгии, Германии, Индии, Канаде, США, Франции, Японии.
персональные
- Всероссийский музей декоративно-прикладного и народного искусства (1984, Москва)[1][4]
- Музей керамики и усадьба «Кусково» (1993, Москва)[1][4]

участие в выставках
- художественная выставка (1942, Красноярск)[2]
- Всемирная выставка (1958, Брюссель)
- Международная выставки керамики (1959, Остенде)
- Международная выставки керамики (1962, Прага)[3][5]
- Выставка живописи и скульптуры (1973, Москва)[4].

## Награды
- бронзовая медаль Всемирной выставки (Брюссель, 1958).

## Музеи и галереи
Музеи, галереи и частные коллекции, в которых хранятся работы Асты Давыдовны Бржезицкой.
- Музей Дулёвского фарфорового завода, г. Ликино-Дулёво
- Государственная Третьяковская галерея, г. Москва
- Государственный Русский музей, г. Санкт-Петербург
- Всероссийский музей декоративно-прикладного и народного искусства, г. Москва
- Государственный музей-заповедник «Царицыно», г. Москва
- Елагиноостровский дворец-музей
- Государственный музей А. С. Пушкина, г. Москва
- Государственный центральный музей современной истории России, г. Москва
- Музей театра им. Евгения Вахтангова, г. Москва
- Музей-квартира актёрской семьи М. В., А. А. Мироновых — А. С. Менакера, г. Москва
- Музей-квартира В. Н. Плучека, г. Москва
- Музей-усадьба «Кусково»
- Алтайский краевой музей изобразительного и прикладного искусства, г. Барнаул
- Государственный музей изобразительных искусств Республики Татарстан, г. Казань
- Калининградская государственная художественная галерея
- Луганский областной художественный музей
- Омский областной музей изобразительных искусств им. В. А. Врубеля
- Тверская областная картинная галерея
- Музей «Музыка и время», г. Ярославль
- Московский академический театр Сатиры, г. Москва
- Музей-усадьба «Мелихово», г. Чехов
- Дом-музей А. П. Чехова, г. Ялта
- Ялтинский драматический театр

## В искусстве
В 1994 году об А. Д. Бржезицкой был снят документальный телефильм «Фарфоровая затея» (режиссёр А. И. Сурикова, АТВ при участии РЕН-ТВ, цв., 26 мин.).